# 穆赫
穆赫（德語：Much，發音：[ˈmuːx]）是德国北莱茵-威斯特法伦州科隆行政区莱茵-锡格县的市镇，面积78.06平方千米，2023年12月31日人口为14,953人。

## 友好城市
- 法國 杜朗（1976年）
- 德国 大克里斯（1991年）